# Graphidipus quadrisignata
Graphidipus quadrisignata är en fjärilsart som beskrevs av Walker 1862. Graphidipus quadrisignata ingår i släktet Graphidipus och familjen mätare. Inga underarter finns listade i Catalogue of Life.